# Ludwig Uller
Ludwig Uller är en svensk politiker och student. Sedan mars 2025 är han språkrör för Gröna Studenter, Miljöpartiet de grönas studentförbund. Uller är det första ensamma språkröret för Gröna Studenter efter omläggning av stadgan på årsmötet 2025. 
I mars 2025 valdes Uller till språkrör för Gröna Studenter. Han har profilerat sig i frågor som rör bostadspolitik och utrikespolitik.